# Globba muluensis
Globba muluensis är en enhjärtbladig växtart som beskrevs av Rosemary Margaret Smith. Globba muluensis ingår i släktet Globba och familjen Zingiberaceae. Inga underarter finns listade i Catalogue of Life.